# Кордоба (провинция)
Вижте пояснителната страница за други значения на Кордоба.
Алмерия (на испански: Cordoba) е провинция в Югоизточна Испания, автономна област Андалусия.
Граничи с провинциите Бадахос, Сиюдад Реал, Хаен, Гранада, Малага и Севиля. Административен център е град Кордоба.
Населението на провинцията е 797 785 души. Освен столицата Кордоба (322 867 ж.), други по-големи градове включват Лусена (40 143), Пуенте Хенил (28 639), Монтиля (23 574), Приего да Кордоба (23 087), Кабра (20 935), Палма дел Рио (20 640), Баена (20 507).